# Io e mio figlio - Nuove storie per il commissario Vivaldi
Io e mio figlio - Nuove storie per il commissario Vivaldi è una serie televisiva italiana del 2010 composta da 6 puntate, prodotta da Rai Fiction e Artis Edizioni Digitali con il marchio Artisacha, per Rai 1.

## Trama
La vicenda si svolge poco dopo il primo film di cui questa serie è la continuazione. Federico Vivaldi è un commissario di polizia che lavora a Trieste. Il commissario è sempre diviso tra il lavoro e i difficili rapporti con l'ex moglie Laura e il figlio Stefano, omosessuale e collega di lavoro al commissariato.
Durante le indagini sulla morte di un decano universitario, emergono dei dettagli che conducono la squadra mobile a indagare nuovamente sul rapimento di Irene Ferrer, avvenuto 15 anni prima e mai risolto. Oltre al normale lavoro di indagine quindi il commissariato si ritrova messo a dura prova specialmente quando gli sviluppi dell'inchiesta vedono un coinvolgimento di un ex poliziotto in pensione e amico di Federico, Salvatore Girlando e dello stesso commissario di Polizia.
In un crescendo di suspense e colpi di scena i responsabili del rapimento di Irene Ferrer e degli omicidi e ulteriori rapimenti a esso collegati vengono arrestati e assicurati alla giustizia.

## Produzione
Io e mio figlio - Nuove storie per il commissario Vivaldi è il seguito di Mio figlio, miniserie del 2005. Il genere è poliziesco, giallo e drammatico. Le 6 puntate della durata di 100 minuti l'una, prevalentemente girate nella città di Trieste, sono andate in onda dal 10 gennaio al 9 febbraio 2010 sulla rete ammiraglia della Rai.
Inizialmente era previsto il titolo Mio figlio, altre storie per il commissario Vivaldi.
La serie ruota attorno a un doppio svolgimento: da un lato, in ogni puntata c'è un crimine per il quale sono richieste indagini e che si conclude, comunque, all'interno della puntata stessa. Dall'altro, invece, continua un'indagine che copre l'intera serie la quale, puntata dopo puntata, disvela ulteriori particolari sull'elemento chiave attorno al quale ruota l'intera serie: la scomparsa di Irene Ferrer, elemento in comune e mai svelato né approfondito, della miniserie in due puntate che costituisce un vero e proprio prequel a Io e mio figlio - Nuove storie per il commissario Vivaldi.
In questa serie, che seppur teoricamente dovrebbe riprendere i rapporti tra il padre (Federico) e il figlio omosessuale (Stefano) e svilupparli ulteriormente, l'elemento chiave (quello dell'omosessualità e dei rapporti in famiglia appunto) viene messo in secondo piano, trasformando la fiction in un normale poliziesco, dove l'elemento principale della prima serie viene quasi offuscato, forse in un tentativo di far diventare l'orientamento sessuale del figlio da "anormalità" a quotidiana normalità come caratteristica di un individuo e non stigma o elemento di diversità.

## Puntate

### Prima puntata
La prima puntata della serie ricomincia poco dopo le vicende che hanno visto chiudere la precedente di cui ne riprende anche la parte iniziale. Anche in questo caso, infatti, la scena si apre con un uomo armato e con la polizia appostata all'esterno dell'edificio, pronta a intervenire. L'unica differenza è che nel primo caso a intervenire è direttamente il commissario Vivaldi padre (Federico), mentre nel secondo l'intervento sarebbe stato portato a termine dal figlio (Stefano), se non fosse che lo stesso Federico, nel tentativo di proteggere il figlio (che ritiene più "fragile", per via dei suoi pregiudizi non ancora superati sull'omosessualità) gli si sostituisce per poi portare a termine il compito analogamente alla scena iniziale della prima serie facendo dubitare Stefano della fiducia del padre.
La trama poi prosegue sulla barca di Salvatore, ex poliziotto, collega e amico di Federico ove quest'ultimo viene informato della scomparsa anomala di due persone per la quale vengono subito avviate le indagini e ascoltati eventuali testimoni o persone vicine agli scomparsi. È questo il primo crimine della puntata che non avrà però risvolti, sullo svolgimento della serie essendo puramente strumentale alla struttura di tutta la serie, man mano che, intrecciata a doppio filo, viene portata avanti la trama principale e ne vengono via via svelati i particolari.
Dopo alcuni rapidi flash, utilizzati per introdurre dei particolari ancora non svelati sul fil-rouge della storia (la visita di una sconosciuta giovane bionda alla barca di Salvatore, il monologo di un professore di fisica riguardante un suo ex alunno e delle equazioni matematiche, vera chiave risolutiva della serie, nella sesta puntata) la scena si sposta in una galleria d'arte ove i protagonisti sono stati invitati a presenziarne l'apertura. È questo un ambiente di fondamentale importanza, in quanto verranno presentati due dei personaggi secondari chiave nel contesto dell'indagine più ampia che si sviluppa durante l'intera serie: il professor Sangermano, la cui morte darà origine a una complessa indagine che metterà alla prova le relazioni tra i protagonisti e svelerà i retroscena dei punti non chiari riguardo al rapimento di Irene Ferrer, introdotto nella prima serie, e Giulio Maria Zorzi, proprietario della galleria d'arte e personaggio negativo di tutta la serie, le cui responsabilità verranno svelate alla fine della sesta puntata.
L'indomani mattina lo stesso professor Sangermano verrà trovato morto all'interno della propria auto, apparentemente a causa di un infarto, anche se Federico non appare convinto della cosa e dispone per ulteriori indagini approfondite e nei fotogrammi successivi appare un individuo non identificato che distrugge con uno shredder la fotografia su cui il professore aveva trovato le equazioni poc'anzi citate.
La stessa mattina, Laura, madre di Stefano, discute con Federico riguardo all'azione di polizia nella quale erano stati coinvolti lui e il figlio, accusandolo di non averlo fatto partecipare per non aver pienamente accettato la sua diversità ricevendo da Federico risposta negativa confermandola con il fatto che il suo timore è che potesse accadergli qualcosa di grave, come effettivamente già accaduto durante un'azione analoga, nella prima serie ove Stefano era rimasto gravemente ferito in un conflitto a fuoco restando in coma in ospedale.
Nel frattempo, continuano le indagini sui coniugi scomparsi e si scopre che è stato fatto un grosso prelievo in contanti dal conto in banca. I soldi, nelle intenzioni dei coniugi avrebbero dovuto essere destinati a un ricovero per senzatetto (di cui dovrebbe far parte un clochard presente in uno dei flash iniziali che però manca all'appello da alcuni giorni) cosa che fa sospettare immediatamente del figlio che si scopre esserlo solo della scomparsa in quanto il coniuge era in realtà il suo patrigno.
Nel progredire dello svolgimento, viene presentato un altro flash dove la giovane bionda vista salire sulla barca di Salvatore, si trova in un androne di un condominio e va a trovare un ragazzo in un garage. I due una volta entrati parleranno delle equazioni matematiche sulle quali stava lavorando il defunto professore ma viene fatto capire, attraverso un effetto acustico, che qualcuno è sulle loro tracce e sta fotografando i loro incontri, come probabilmente temuto dal ragazzo che fin dall'arrivo della ragazza ha un atteggiamento guardingo e spaventato.
Il giorno stesso Federico e Salvatore si ritrovano sulla barca e parlano della morte del professore ma mentre Federico è molto dubbioso sul fatto che si tratti di una morte naturale (forte anche del rapido incontro avvenuto alla galleria d'arte la sera prima in cui il professore sembrava averlo riconosciuto e che volesse dirgli qualcosa) Salvatore tende a essere evasivo e sposta immediatamente l'attenzione sul ritrovato rapporto tra Federico e la moglie Laura. Mentre ciò avviene, la stessa Laura è oggetto di visita e di avance da parte del proprietario della galleria d'arte le cui attenzioni, però saranno tutt'altro che mosse da nobili intenti.
Le indagini sui coniugi scomparsi prendono successivamente corpo quando viene rinvenuto, al largo della laguna di Trieste, il corpo della donna, avvolto in un sacco di plastica affondato con dei pesi da sub, di cui il figlio di lei era in disponibilità, come testimoniato da alcune foto sulla scena del delitto. Quest'ultimo viene quindi arrestato per duplice omicidio ma continua a proclamarsi innocente e dubbioso pare anche essere Federico che complice anche l'assenza dell'altro cadavere, vuole fare altre indagini.
Nel frattempo, l'inchiesta sulla morte del professor Sangermano viene archiviata come morte naturale (su forti spinte della potente famiglia del professore, che non vorrebbe scandali) ma una verifica sugli ultimi numeri di telefono contattati prima di morire dal professore rivela alcuni scenari sinistri, in quanto uno dei numeri corrisponde proprio a quello di Salvatore (l'amico di Federico) che, come se non bastasse, viene nuovamente visto, questa volta dallo stesso Stefano, in compagnia della giovane bionda presente nei vari flash durante la puntata. Stefano quindi inizia a fare qualche indagine per proprio conto e scopre che anche il padre Federico, di nascosto, sta esaminando vecchi faldoni riguardanti l'inchiesta sulla morte di Irene Ferrer archiviata molti anni prima.
Proprio per questo motivo, Federico si reca alla barca di Salvatore e, non trovandolo, decide di salire ugualmente scoprendo così in uno dei cassetti della cabina di comando, vecchi articoli di giornale sempre riguardanti il rapimento Ferrer e una foto del defunto professor Sangermano facendolo sospettare ancora di più che nella morte del decano universitario, vi sia qualcosa di non chiaro.
Mentre è immerso in questi pensieri, Federico riceve una telefonata circa il ritrovamento dell'auto carbonizzata appartenuta ai due coniugi in una cava sul Carso Triestino con all'interno un cadavere, carbonizzato anch'esso. Le indagini sembrerebbero concludersi con il figlio come colpevole, ma il commissario Vivaldi ancora una volta non ne è troppo convinto, ritenendo tutto troppo perfetto per essere reale.
I dubbi di Federico trovano fondamento quando viene interrogato il padre biologico del figlio della donna che rivela una telefonata di pochi mesi prima in cui aveva rivelato di aver litigato pesantemente con il marito circa la gestione dei soldi. Mentre lei, infatti, voleva utilizzarli per aiutare i senzatetto, lui voleva utilizzarli per condurre una vita agiata, acquistando una barca e facendo viaggi. Ad aggravare la situazione vi sono anche i tabulati telefonici del cellulare dell'uomo che rivelano contatti giornalieri multipli tra lui e l'ex fidanzata del figlio e l'effettiva denuncia di scomparsa da parte dell'associazione per senzatetto riguardante proprio il clochard del flash iniziale. Per Federico è sufficiente per ritenere che vi sia qualcosa di strano e avvia delle indagini proprio sull'ex compagna del figlio, unitamente ad altre più approfondite sul cadavere trovato nell'auto carbonizzata. Le indagini hanno successo e permettono così di verificare tramite confronto delle panoramiche dentali che il cadavere carbonizzato nell'auto è in realtà quello del clochard e non quello del marito della donna trovata morta nel mare e tramite il pedinamento della ragazza uno strano interesse della stessa per delle società di noleggio yacht in Croazia cosa che fa sospettare che il marito della donna e l'ex fidanzata del figlio siano in realtà complici dei due omicidi e stiano pianificando una fuga assieme nei paesi dell'Est europeo e per questo viene organizzata un'operazione volta alla loro cattura.
Nel frattempo Stefano affronta Federico accusandolo di non fidarsi di lui (facendo riferimento al faldone sulle indagini pregresse trovato nel cassetto della scrivania del padre), ma quest'ultimo continua a negare l'evidenza dei sospetti sull'amico contro accusando il figlio di sospettare di lui stesso, dato il legame fraterno che lega Federico e Salvatore. La conversazione viene origliata dal vice di Federico, Saverio Stucchi, che inizia a ragionare su un modo per poter compromettere Federico e poterne così guadagnare in onore e carriera oltre a essere, sin dalla prima serie, abbastanza ostile a Stefano per via della sua omosessualità.
Viene organizzata la retata per arrestare i due complici e diversamente dall'inizio, Federico lascia prendere l'iniziativa a Stefano che riesce a disarmare l'uomo (che nel frattempo aveva preso la ragazza come ostaggio) e ad assicurarlo ai colleghi, riempiendo il padre di orgoglio.
Tornato in ufficio, Federico deve affrontare la difficile situazione della presenza del numero di telefono del suo amico ed ex collega Salvatore nei tabulati telefonici del numero appartenuto all'ex professor San Germano confermata da una telefonata fatta dallo stesso ancora incredulo commissario al numero in questione alla quale reagisce con dolore.

### Seconda puntata
Ancora attanagliato dai dubbi sul suo amico ed ex collega Salvatore, Federico si reca da lui per affrontarlo e chiedergli spiegazioni. Un po' riluttante, l'ex agente Girlando racconta che era stato il professor Sangermano che, venuto nuovamente in possesso di un libro che aveva prestato a un suo studente, Guido Manes, suicidatosi in seguito all'accusa di rapimento nel caso Ferrer e avendovi trovato all'interno una foto accademica con delle equazioni riportate sul retro, lo aveva contattato in quanto tali equazioni potevano essere la chiave per la soluzione del rapimento di 15 anni prima.
Federico quindi insiste sul fatto che Salvatore gli riveli cosa era successo 15 anni prima (dopo il suicidio, ha lasciato la polizia e si è trasferito a vivere in un barcone con molti sensi di colpa per aver accusato un innocente) ma quest'ultimo gli chiede di essere lasciato in pace. Mentre Federico sta per rivolgergli ulteriori domande si sentono due colpi di pistola che interrompono bruscamente la conversazione e il commissario Vivaldi è costretto a intervenire.
Dopo aver voltato l'angolo, Federico raggiunge la scena del crimine: si tratta di una rapina a un furgone portavalori, diretto alla gioielleria Abete. Mentre tramite un diversivo (un caterpillar rubato) viene arrestata la marcia del furgone il cui autista viene bloccato e a cui, sotto minaccia di morte vengono richieste le chiavi, accade l'imprevisto: dall'auto dei titolari, che seguiva il furgone, esce il figlio dei gioiellieri, nel tentativo di difendere i preziosi, ma viene immediatamente freddato dalla banda che sta compiendo la rapina.
Nel mentre, Stefano, interessato come il padre a capire cosa si nasconda in realtà dietro Salvatore (che sta inspiegabilmente iniziando a ricevere delle telefonate camuffate con una voce di donna che dice "sono viva!"), si reca presso la sua barca per porgli qualche domanda sulla giovane bionda vista qualche giorno prima in compagnia dell'ex poliziotto. Diversamente però dall'incontro con Federico, Salvatore inizia a fornire, forse perché Stefano è meno coinvolto, qualche dettaglio. La giovane vista sulla barca è parte integrante del sequestro Ferrer in quanto risulta essere la sorella, Eva, dell'Irene rapita 15 anni prima e la sua presenza sul barcone si giustifica con alcune nuove informazioni sul caso che la stessa aveva avuto dal defunto professor Sangermano qualche giorno prima. Salvatore inoltre rivela a Stefano che, molto prima di conoscere Laura, lui e Federico erano stati innamorati della stessa donna, Clara, madre di Irene e di Eva.
Tornato a casa, Stefano ha una pesante discussione col suo ragazzo Damien riguardo al loro modo di vivere l'omosessualità. Quest'ultimo infatti ha organizzato un festino per l'anniversario dei due con la partecipazione di alcuni loro amici e lo stesso Damien truccati da drag queen. Stefano ha una dura reazione di rifiuto, affermando di non ritrovarsi "nel mondo caramelloso" degli amici di Damien e chiedendo anche a quest'ultimo di struccarsi in quanto "se volesse una donna non gli mancherebbero le occasioni".
In conseguenza di ciò, Stefano decide di prendersi una pausa e tornare a dormire a "casa" (la casa di Federico, dalla quale se n'era andato quando era andato a vivere con Damien) ma sull'uscio incontra Federico con il quale ha un intenso dialogo familiare riguardante il motivo della separazione tra lui e Laura. Dalle confessioni del padre che, "poliziotto tutto d'un pezzo" ammette di aver sempre fatto girare il mondo "attorno al suo ombelico" essendo rimasto spesso distante dalle esigenze della moglie (con un flashback sulla prima serie) Stefano in realtà capisce di aver sfogato la propria tensione lavorativa sul fidanzato e decide di rimandare la pausa e di tornare a casa per riappacificarsi con Damien.
Federico invece sente sempre più la necessità di far luce sulla relazione tra il suo amico Salvatore e il vecchio caso del rapimento Ferrer connesso a quello della morte del professor Sangermano e per questo motivo fa visita a Yuri, l'assistente del professore a cui lo stesso aveva comunicato del ritrovamento della foto e delle equazioni scritte sul retro, ma la sua visita nel garage in cui questo vive dà seguito a una scoperta inaspettata.
Nello stesso garage, infatti, assieme a Yuri, si trova anche Eva, la ragazza già vista sulla barca di Salvatore che, con la scusa di un passaggio a casa, spiega a Federico il reale significato della portata delle equazioni ritrovate. Giunti a casa della giovane, infatti, quest'ultima rivela che la soluzione alla prima equazione è stata trovata e corrisponde al "nome" di Irene, indicato con dei numeri che Guido Manes, lo studente suicida poiché accusato del suo rapimento, aveva scritto in una poesia dedicata alla ragazza. Fa anche la sua comparsa l'ex governante di casa Ferrer, Maria Gradoli, chiamata dalla stessa Eva a riordinare la casa dopo la morte della madre Clara, che avrà importanza fondamentale all'interno del caso di sequestro di Irene Ferrer.
Nel frattempo riprendono le indagini inerenti alla rapina al furgone portavalori e dopo un pedinamento, si scopre che una delle due guardie giurate coinvolte, ha il vizio del gioco cosa che lo rende immediatamente sospettabile di aver agito da talpa, stante anche il fatto che il trasporto dei preziosi era stato anticipato la mattina stessa e soltanto i gioiellieri, la ditta di sicurezza e i due autisti potevano essere al corrente del cambio di data. Nel mentre, arrivano le registrazioni della rapina fatta da delle telecamere di videosorveglianza e si nota che uno dei rapinatori perde una lente che viene prontamente ritrovata sul posto dallo stesso commissario Vivaldi. Questo particolare sarà uno dei dettagli più importanti per la risoluzione del caso assieme alle informazioni ricevute da un informatore della polizia.
La stessa sera Laura propone a Federico di tornare a vivere assieme, a casa di lei, come tentativo di ricostruzione della loro relazione. Mentre la sera lui si appresta a trasferirsi però, riceve la visita di Eva che gli comunica che Yuri ha risolto la seconda equazione ma che per il momento non le è stato possibile associare i numeri a un qualcosa di reale. L'atteggiamento della ragazza è però molto cambiato, dà del "tu" subito al commissario e sembra, come afferma, molto interessata a conoscerlo ma in un modo ancora non chiaro e che si disvelerà nel corso della serie.
Nel mentre Stefano è turbato da una notizia che lo metterà in crisi: Valentina, la sua ex ragazza (presentata nella serie precedente) gli ha spedito le partecipazioni di nozze. Questa notizia, unitamente a quella, appresa da Damien, che suo padre è stato visto in un bar con una giovane ragazza (Damien non conoscendola non poteva sapere che questa era in realtà Eva) portano Stefano a chiudersi in sé stesso e a litigare nuovamente col fidanzato.
Federico e Stefano, intanto, sono turbati da tutto quello che sta loro accadendo (lo strano atteggiamento di Eva, quello del suo amico ed ex collega Salvatore e tutti i collegamenti tra le equazioni e la morte del professor Sangermano per Federico e l'improvvisa missiva di Valentina unita alla crisi di coppia col suo fidanzato per Stefano).
L'indomani mattina, Federico riceve da un informatore una soffiata su uno dei possibili criminali coinvolti nella rapina al furgone blindato e inizia le indagini su di lui, Nicola Genchi, un uomo con un passato da ladro, ma non da rapinatore che però al momento risulta irreperibile e le cui uniche informazioni disponibili sono che ha una fidanzata di nome Consuelo che lavora in un centro estetico. Tornato in ufficio, comunica al figlio di voler chiedere la riapertura del caso sulla morte del professor Sangermano, alla luce anche delle recenti rivelazioni ma mentre si reca in Questura scopre, con suo rammarico, che il suo vice, Saverio Stucchi, lo ha già preceduto poiché aveva origliato la conversazione tra Federico e Stefano occorsa giorni prima (quella in cui quest'ultimo faceva sapere al padre di aver trovato sui tabulati telefonici del professor Sangermano il numero di telefono dell'amico del padre Salvatore Girlando) e aveva studiato la situazione per poterla sfruttare a proprio vantaggio per un probabile avanzamento di carriera.
Nel frattempo l'inchiesta sulla rapina al portavalori procede a rilento e nulla emerge dall'interrogatorio della guardia giurata che ne esce pulita mentre si scopre che una persona molto ricca era stata vittima qualche mese prima di una pesante perdita al gioco d'azzardo sul quale Federico chiede all'informatore di indagare. Al termine dello stesso, Damien va a trovare Stefano in commissariato, scusandosi per non aver dormito a casa la notte prima ma quest'ultimo trova il coraggio di dire al fidanzato che sta passando un periodo di crisi e che la cosa riguarda entrambi creando di fatto una frattura nel rapporto di coppia. Dopo qualche ora, infatti, Stefano ha appuntamento con Valentina, la sua ex fidanzata, mai più rivista dopo l'essersi dichiarato omosessuale la quale sembra riportare indietro le lancette del tempo, tanto che Stefano appare molto confuso, segno della crisi interiore che sta attraversando diviso tra la nostalgia della vita con Valentina e le incognite della vita con Damien.
La mattina seguente il commissario Vivaldi riceve un'informazione che imprime una svolta sul caso della rapina: a essere stato "spennato" al gioco d'azzardo, infatti, è stato un gioielliere del centro. L'informatore non ne conosce il nome ma è facile per Federico immaginare che si tratti proprio dei coniugi derubati nella cui gioielleria fa subito visita per indagare ulteriormente. Alle domande incalzanti del commissario il titolare sembra abbastanza elusivo e ad alcune domande sui libri contabili quest'ultimo indica la figlia, data come assente, come responsabile ma Federico ha già capito che i suoi sospetti sono fondati, sospetti che diventano realtà nel momento in cui la figlia del proprietario della gioielleria, Tania Abete, già sotto pedinamento, si reca al centro estetico in cui lavora la fidanzata dell'uomo coinvolto nella rapina (Nicola Genchi). Tramite successivi pedinamenti infatti, viene individuata una villa sulle colline di Trieste sede della banda che aveva rapinato il furgone e viene deciso di attendere che la figlia del proprietario, che aveva a sua volta pedinato l'estetista, si rechi a sua volta nella villa probabilmente per vendicare la morte del fratello e imporre la restituzione dei preziosi dato che il colpo era fallito.
Nella concitata azione che segue, vengono arrestati tutti i componenti della banda, recuperata la refurtiva e si assiste alla confessione della figlia del gioielliere: la rapina al furgone era infatti stata commissionata dagli stessi titolari per poter intascare i soldi dell'assicurazione per poter ripianare i debiti di gioco del padre.
Risolta la rapina, tutte le forze si concentrano sul mistero relativo alla morte del professor Sangermano. Federico è stato esonerato dall'indagine in quanto parzialmente coinvolto stante la sua amicizia con Salvatore, e l'inchiesta affidata al suo vice Stucchi, un poliziotto che utilizza il distintivo come arma per attuare soprusi psicologici sulle persone. Ciò nonostante, la presenza del figlio Stefano, propostosi come collaboratore per tenere informato il padre sugli sviluppi, permette comunque all'indagine di proseguire e nei giorni successivi Yuri rivela di aver risolto la seconda equazione. Nuovamente un numero che, a un'analisi più approfondita, risulta essere una coordinata spazio temporale identificata in gradi primi e secondi. Proprio questa coordinata farà sì che venga ritrovato, su un altipiano del Carso, a 15 anni dalla scomparsa, il corpo sepolto di Irene Ferrer, mentre stranamente, in ogni posto frequentato dall'ex poliziotto Salvatore Girlando, compare una misteriosa ragazza, identica alla ragazza rapita, che poi rapidamente scompare senza lasciare alcuna traccia apparente.

### Terza puntata
Dopo essersi recato a casa di Eva per informarla del ritrovamento del corpo della sorella Federico corre in commissariato, ove è in corso l'interrogatorio, dell'amico ed ex collega Salvatore Girlando da parte del suo vice Stucchi che cerca di fare di tutto per mettere in difficoltà l'ex poliziotto vendicandosi così per essere sempre stato all'ombra del talento Federico che a un certo punto decide di intervenire a difesa dell'amico. Il procuratore decide così di sospendere l'interrogatorio per esaminare meglio il caso e lo rimanda a casa.
Nello stesso momento, al commissariato arriva la notizia dell'omicidio del proprietario di un autosalone del centro, un ex pugile dilettante di nome Moreno Testori, il cui cadavere è stato ritrovato da una lavorante e Stefano assieme alla poliziotta Monica e in seguito allo stesso Federico si recano sul posto per i rilievi seguiti da una troupe televisiva che, su autorizzazione del procuratore, ha richiesto di poter seguire i rilievi della polizia, durante i quali accorrono all'autosalone la figlia del titolare e la nuova compagna, entrambe apparentemente sconvolte per l'accaduto tra le quali, però, si nota un certo affetto.
Nel mentre Stefano è sempre più confuso, in crisi con Damien e turbato dal matrimonio di Valentina si confida con la madre la quale cerca di aiutarlo spiegandogli che la crisi con Damien potrebbe essere dovuta al fatto che han superato tante battaglie riguardo al loro orientamento sessuale e quel che invece gli resta da fare è gestire l'ordinario. Sapendo dei rapporti non sempre facili tra padre e figlio, poi, andando a cena con il marito gli rivela le difficoltà di Stefano.
La sera stessa, un individuo aggredisce e uccide la madre di Yuri, l'assistente del professor Sangermano che si stava occupando di risolvere le equazioni e che, pur non avendo ancora risolto la terza equazione, ha intuito che la prima potesse riferirsi al nome, la seconda al luogo della sepoltura e la terza al riferimento all'assassino.
L'indomani mattina, mentre vengono individuati dei possibili sospetti per l'omicidio dell'autosalone (l'ex moglie del titolare e un socio dell'autosalone) si presenta in commissariato Eva, convocata da Saverio Stucchi, che fa così la conoscenza anche di Stefano che realizza finalmente chi fosse la giovane bionda vista da Damien in compagnia del padre ma al contempo informa il padre che ha visto la giovane sulla barca di Salvatore, cosa che Federico, fino a questo momento ignorava, facendolo precipitare nello sconforto per un rapporto col suo migliore amico ed ex collega che si sta logorando.
Viene quindi avviata l'indagine sui due sospetti per l'omicidio dell'autosalone a cominciare dal socio del titolare e di un suo lavorante il cui volto corrisponde all'identikit fornito da una persona che lo aveva visto uscire dal luogo del delitto ma, benché vi fossero delle questioni insolute di soldi, i due escono puliti in quanto dalla morte del socio non avrebbero guadagnato nulla, anzi, avrebbero perso quanto dovutogli. Anche le indagini sull'ex moglie non portano a nulla di concreto il che porta le indagini a un punto morto.
Nel frattempo Laura dopo le continue richieste di un invito a pranzo del titolare della galleria d'arte alla cui inaugurazione aveva presenziato decide di cedere ed esce con lui.
L'attuale stallo delle indagini riguardanti l'autosalone viene sbloccato da un'aggressione subita dalla nuova compagna del titolare da parte di un suo ex fidanzato, lasciato poco prima del matrimonio sul quale la polizia comincia immediatamente a indagare non potendo escludere il delitto passionale. Le indagini vengono però interrotte dall'arrivo dei risultati sull'autopsia del corpo del professor Sangennaro che ribaltano i precedenti risultati di morte naturale affermando che il decano sia stato ucciso con l'iniezione di aria tramite una siringa causando un'embolia mortale. Come conseguenza di ciò, Salvatore Girlando viene iscritto nel registro degli indagati con grande dolore di Federico che si confida col figlio sul suo passato e quello dell'amico. Alla richiesta di un'indagine a quattro mani Federico accetta volentieri. Questo dà a Stefano il coraggio di accennare al padre le difficoltà che sta affrontando con il compagno ma un'interruzione dovuta al saluto di un amico comune che inavvertitamente (non essendo al corrente dell'orientamento sessuale di Stefano) spende parole di elogio per i figli che donano nipoti ai genitori lo fa ritrarre ricevendo tuttavia da Federico, che forse intuisce il motivo della crisi che attanaglia il figlio, parole di conforto ("alla fine, il cuore, sa sempre dove andare").
Le indagini sul delitto dell'autosalone proseguono con la ricerca dell'uomo che aveva aggredito la sua compagna, il quale, sentendosi braccato, tenta il suicidio. Trasportato di corsa in ambulanza in ospedale viene salvato ma continua a proclamarsi innocente ribadendo l'amore per la donna della sua vita. Nonostante questo e l'impossibilità che il suddetto possa aver trasportato nell'autosalone il corpo di un ex pugile dopo averlo ucciso (la polizia scientifica ha infatti stabilito che l'omicidio è avvenuto altrove) il magistrato Flavia Conti ne dispone il fermo informando al contempo che le verifiche sul corpo di Irene Ferrer sono state completate stabilendo che è proprio la stessa Irene l'identità dei resti trovati sul monte Carso e che il suo vice ha convocato una conferenza stampa per poter dare la notizia.
Onde evitare che l'amico Salvatore apprenda la notizia dal telegiornale, Federico si reca alla barca per informarlo appena in tempo per trovarlo in stato confusionale e ubriaco, armato di pistola, in un magazzino del porto vaneggiando di aver visto viva Irene Ferrer prontamente smentito da Federico che gli dice di aver appena avuto la conferma che i resti rinvenuti appartenevano proprio alla ragazza. Ne segue un affronto da parte di Salvatore che, rivangando il passato, rivela a Federico di essere stato l'amante della madre di Eva (e quindi di Irene) di cui anche lui era invaghito. Impegnato a occuparsi dell'amico, Federico si dimentica così della cena, organizzata dal gallerista Giulio Maria Zorzi, a cui lui e la moglie erano stati invitati, lasciandola sola e sempre più attratta dalla seduzione che l'uomo attua nei suoi confronti.
La mattina seguente, ancora impensierito per l'amico, Federico si reca in barca da Salvatore e non trovandolo chiede al nipote dell'amico incontrato qualche giorno prima assieme a Stefano, di tenerlo informato sui movimenti dell'ex poliziotto che, in realtà, si è recato nel garage di Yuri Tibaldi per avere informazioni sulla terza equazione trovando però gli interni devastati da qualcuno che probabilmente voleva ostacolarne il lavoro. L'ex poliziotto chiama così la polizia che accorre nelle persone di Monica e Federico, all'insaputa del titolare delle indagini Saverio Stucchi che, probabilmente informato da qualcun altro accorre ugualmente sul posto suggerendo a Federico di non occuparsi non di ciò che non gli compete ma dell'omicidio del titolare dell'autosalone.
Federico torna così in commissariato e inizia a leggere dei diari sequestrati all'ex fidanzato della nuova compagna del titolare, trovandovi numerosi riferimenti al continuo disordine della donna, disordine che però non era presente nell'abitazione dell'ex pugile, cosa che fa pensare al commissario che vi sia qualcosa sotto che necessiti di maggiori approfondimenti e in questo senso invia in incognito l'agente Monica nel negozio di parrucchiera dove lavorava anche l'ex compagna del titolare dell'autosalone scoprendo che nonostante i due fossero assieme, quest'ultima fosse ai ferri corti col compagno e avesse una relazione con un'altra persona di cui però non è possibile scoprire l'identità in quanto a ogni chiamata la ragazza si appartava.
Il pubblico ministero non ritiene però gli indizi a carico della donna sufficienti ad avviare un'indagine su di lei e acconsente soltanto al mettere sotto controllo il cellulare. Federico, in accordo con Stefano, decide quindi di scavalcare il magistrato e di tenere sotto controllo anche la figlia del titolare dell'autosalone.
Nel mentre, si fa viva Valentina, l'ex fidanzata di Stefano che gli confessa la confusione di sentimenti che prova da quando si sono rivisti. Prima di lasciarlo, gli restituisce un CD che i due avevano fatto quando erano fidanzati e gli chiede di eliminarlo in quanto sentimentalmente d'intralcio, proprio ora che sta per sposarsi. I due infine si salutano con un bacio a stampo, proprio mentre il nuovo fidanzato di lei esce dall'ufficio.
Il giorno seguente, mentre Federico tiene sotto controllo la compagna del titolare dell'autosalone, Stefano fa lo stesso con la figlia: ne segue che entrambi si ritroveranno nello stesso cinema ove le due, ormai scoperte amanti, si erano date appuntamento. Essendo ormai chiara la relazione tra le donne, il commissario decide recarsi nell'appartamento ove le due vivono per svolgere ulteriori indagini e verificare la presenza di coltelli con lame lunghe e ricurve con i quali avrebbe potuto essere computo il delitto, come individuato dalla scientifica. La ricerca ha successo e un rapido confronto con i filmati realizzati dalla troupe autorizzata a seguire l'operato della polizia porta a constatare che un trinciapollo era mancante dal set di coltelli appesi in cucina, il giorno dell'omicidio ma presente nel momento in cui Federico si era recato nella stessa casa. Inoltre, nel percorso tra l'appartamento al piano superiore dell'autosalone e l'ascensore, vengono individuate tracce di sangue.
Mentre però il commissario si reca dal magistrato per poter riferire gli sviluppi delle indagini e richiedere le autorizzazioni a procedere, la portinaia dello stabile parla con le due donne circa la presenza della polizia nella tromba dell'ascensore e le due, sentendosi scoperte, scappano con una delle macchine presenti nell'autosalone. Braccate dalla polizia termineranno la corsa sulle alture di Trieste e, dopo un tentativo di suicidio della figlia dell'ex pugile prontamente sventato da Federico, verranno assicurate alla giustizia dopo la confessione, da parte di questa, di aver ucciso il padre poiché violento con l'attuale compagna incinta, esattamente come lo era stato con la madre.
La mattina, rincasando, Laura trova delle foto che ritraggono Federico in compagnia di Eva e, non sapendo che lei è la sorella di Irene Ferrer, coinvolta nella riapertura del caso di 15 anni prima, è devastata, credendo che il marito si incontri con una giovane amante.

### Quarta puntata
Mentre Federico si reca da Salvatore, preoccupato per il difficile periodo che l'amico sta attraversando, sente un colpo di pistola e precipitatosi nel magazzino del porto, lo trova nuovamente armato vicino al cadavere di una ragazza. Costretto a informare la polizia, vede l'amico arrestato proprio dal suo vice, Saverio Stucchi.
Viene quindi effettuata l'autopsia della ragazza che rivela una verità sconcertante: si tratta di una prostituta, Katia Mocano, vestita e truccata in modo da essere uguale alla defunta Irene Ferrer, lasciando aperti numerosi interrogativi su chi e perché possa aver assoldato una prostituta per impersonare la ragazza uccisa 15 anni prima. Al termine dell'autopsia Federico e Saverio hanno un confronto fisico innescato da Federico stesso i cui sensi di colpa e dubbi nei confronti dell'amico lo portano a non voler vedere imparzialmente la realtà così come, per una volta giustamente, presentatagli dal suo vice.
Frattanto Damien riceve la visita di un furente Enrico, promesso fidanzato di Valentina, intenzionato a regolare i conti con Stefano, dopo averlo visto baciare la propria futura moglie.
Distrutto, Federico si incontra con suo figlio Stefano e mentre parlano dell'episodio che ha visto coinvolto l'amico del padre giunge la notizia del ritrovamento del cadavere di un frate, padre Luca, nel porto mentre parallelamente al commissariato viene condotto un ragazzo albanese minorenne trovato alla guida di un furgone rubato sul quale sono state riscontrate tracce di sangue. Dopo una sommaria analisi al corpo e la constatazione che dopo essere stato ucciso è stato anche travolto più volte da un mezzo dotato di pneumatici, i due casi apparentemente separati, vengono collegati e il ragazzo diviene il principale sospettato dell'omicidio.
Nel frattempo gli interrogatori di Salvatore Girlando continuano e nonostante tutti gli indizi a suo carico, continua a dichiararsi innocente.
Nei giorni seguenti, Stefano, volendo tornare a casa da Damien riceve la notizia della visita del fidanzato di Valentina a casa loro e rifiuta di tornare a vivere insieme dubitando sulla sincerità del compagno. La sera, anche Federico viene cacciato di casa da Laura che, nonostante abbia ricevuto rassicurazioni sull'identità della donna delle fotografie, non riesce a superare il fatto che la ragazza sia comunque la figlia di Clara Ferrer, donna di cui, secondo lei, Federico è stato innamorato.
La mattina seguente viene tentato un primo interrogatorio del giovane fermato ma a causa di uno psicologo prevenuto che cerca di far confessare dal ragazzo presunti abusi da parte del frate e parzialmente dell'irruenza di Federico che spaventa il giovane, questo non ha successo e in seguito Federico si reca presso la comunità di Sant'Antonio, posto di provenienza del frate ucciso per compiere alcune indagini e scandagliare la cella dello stesso in cerca di indizi che riportano il commissario al porto ove lavora lo zio del ragazzo arrestato, come gruista per la Binasco spedizioni, ditta di trasporti internazionali che si occupava anche di quelli commissionati a scopi umanitari da padre Luca.
Nel mentre Laura, sempre più chiusa in sé stessa per via del litigio col marito, esce sempre più di frequente col gallerista d'arte, dal quale si sente capita e un po' corteggiata.
Le indagini sull'omicidio del frate proseguono e nonostante i giornali e il pubblico ministero ritengano il caso praticamente risolto come caso di pedofilia, Federico non è convinto e pensa, anzi, che l'assassinio del frate sia tutta una messa in scena e che gli autori abbiano scaricato tutte le responsabilità su un ragazzino.
Il sospetto si trasforma in realtà quando durante una visita al porto, per interrogare nuovamente lo zio, Federico viene avvicinato da una delle donne della comunità musulmana (lo zio del ragazzo si chiama Khaled ed è un'importante autorità nella sua comunità) che con poche parole lo informa del fatto che padre Luca sia stato ucciso poiché aveva scoperto qualcosa di brutto al porto.
Nel frattempo Stefano indaga negli ambienti della prostituzione per cercare di capire chi poteva conoscere la squillo ingaggiata per recitare la parte di Irene Ferrer e poi uccisa scoprendo che effettivamente la ragazza era stata contattata da qualcuno che viene definito con un artista e che veniva pagata proprio per interpretare la parte della ragazzina uccisa 15 anni prima, come sospettato da Federico.
Proprio quest'ultimo si precipita a casa di Eva, per riferirle gli aggiornamenti sul caso e chiederle se sia in qualche modo implicata nelle foto inviate alla moglie, ma quest'ultima appare molto evasiva, rifiutandosi di farlo entrare in casa nonostante debba scaricare dalla macchina delle pesantissime borse di cui alcune di medicinali. Federico non si lascia ingannare, e con l'aiuto di Stefano, tramite una finestra aperta, entrano nella casa di Eva e vi trovano Yuri in stato confusionale.
La mattina successiva si presenta in commissariato una donna che afferma di essere l'ex fidanzata di padre Luca e che ne proclama l'innocenza fornendo però agli inquirenti un ulteriore indizio circa la scoperta del frate al porto in quanto quest'ultimo essendo lei avvocato, le aveva chiesto una consulenza legale.
Arrivato in commissariato, Federico apprende dal suo vice, Stucchi, gongolante perché con le prove che ha in mano può finalmente fare le scarpe al suo capo, che le impronte rilevate sull'arma che ha ucciso la prostituta sono proprio le sue e che oltre al referto della scientifica, sono arrivate anche copie delle foto a suo tempo giunte alla moglie Laura, ritraenti Federico ed Eva in atteggiamenti affettuosi.
Nel frattempo il ragazzo albanese comincia a parlare e fa riferimento ad alcune persone che, se parlasse, lo ucciderebbero. Federico decide quindi di indagare sugli spedizionieri Binasco, per capire se vi siano implicazioni con l'omicidio di padre Luca.
I sospetti trovano fondamento quando, interrogata la segretaria dello spedizioniere, si scopre che i container diretti in Africa sono sempre più pesanti di svariate tonnellate rispetto a quello che poteva essere trasportato dal furgoncino della comunità del frate, che alla guida dell'azienda si è aggiunto un pregiudicato con precedenti specifici per traffico d'armi e che l'azienda stessa negli ultimi tempi ha navigato in acque incerte.
Viene quindi organizzata un'azione di polizia nella quale tutti i sospetti degli inquirenti diventano realtà: nelle casse di aiuti per l'Africa vengono effettivamente nascoste armi e l'omicidio di padre Luca è stato organizzato e compiuto proprio perché il religioso aveva scoperto i traffici illeciti degli spedizionieri.
Nel contempo, viene rinvenuto un corpo, al largo, che risulterà essere quello della madre di Yuri Tibaldi, assassinata contemporaneamente alla distruzione dei computer con i quali il ragazzo stava risolvendo la terza equazione.
Pochi giorni dopo Federico si reca a casa di Eva per verificare le condizioni di salute di Yuri e lei gli rivela che prima di morire la madre le aveva rivelato di essere nata da una relazione extraconiugale con un poliziotto che la ragazza sospetta essere Federico; la cosa lo lascia sconvolto ma anche scettico sul fatto che possa corrispondere al vero.
Poco dopo, in seguito anche al ritrovamento delle sue impronte sull'arma che ha sparato alla prostituta Katia Mocano, Federico viene sospeso, in attesa che la situazione si chiarisca e al suo posto viene nominato il suo vice che così può finalmente vedere completato l'avanzamento di carriera a spese del suo capo.
Nella sera, nel tornare a casa Stefano riceve la visita di Valentina che, picchiata dal futuro marito per via del bacio tra lei e Stefano, ha bisogno di conforto e gli chiede di farla dormire da lui. Tornando a casa, Federico vede Valentina e per non essere di troppo gira la macchina e va sul lungomare dove scopre che la moglie Laura esce di nascosto con il titolare della galleria d'arte in cui erano stati. La mattina, tornando a casa, Stefano gli dà la notizia che a scattare le foto che lo ritraevano con Eva, inchiodato da un riflesso nel vetro che ritrae la sua figura, è proprio Giulio Maria Zorzi.

### Quinta puntata
Il commissario Vivaldi viene informato da un collega della stradale che si è verificato un omicidio in una toilette di un'area di servizio sull'autostrada e nonostante sia stato sospeso vi si reca comunque assieme al figlio. Il cadavere, che presenta segni di strangolamento, è quello di una prostituta di cui nulla si sa stante la totale assenza di documenti ma il delitto appare subito strano in quanto dai vestiti indossati dalla ragazza sono state rimosse anche le etichette dei vestiti segno che l'assassino voleva rendere in tutti i modi più difficile la ricostruzione dell'identità della ragazza.
Nel frattempo arriva il neo-promosso capo della squadra mobile, Saverio Stucchi che non perde occasione di infierire su Federico, dapprima minacciandolo di riferire la sua intromissione nonostante la sospensione e successivamente informandolo di tutta una serie di indagini che ha intenzione di avviare come ad esempio un confronto incrociato tra lui e il suo amico Salvatore e terminando con il fatto che si è trasferito nel suo ufficio.
Estromesso definitivamente dal lavoro da poliziotto Federico decide di chiarire la situazione con il titolare della galleria d'arte dove si reca per affrontarlo. Dal canto suo anche Stefano parla con la madre dell'uomo che questa sta frequentando dicendole di non fidarsi, solo perché si sente capita e informandola al contempo della situazione complicata in cui si trova Federico, con l'amico fraterno in carcere con accuse pesantissime e il suo lavoro di poliziotto momentaneamente fermo a causa della sospensione.
La mattina seguente, dalle telecamere di videosorveglianza dell'autogrill è possibile risalire al numero di targa della macchina che aveva scaricato la ragazza nell'area di servizio. Dopo ulteriori indagini si scopre che questa appartiene a un violoncellista studente al conservatorio di Venezia che aveva conosciuto la ragazza in un autogrill ma, stanco delle sue pretese di fermarsi in ogni area di sosta per cercare qualcosa di indefinito, dato che non parlava, era ripartito una volta che questa era scesa. Il neo capo della squadra mobile Stucchi, il cui unico scopo è quello di individuare un colpevole qualunque solo per avere curriculum, trattiene in stato di fermo il ragazzo, nonostante il parere contrario di Stefano.
Approfittando della momentanea assenza di Stucchi, Federico si introduce negli uffici per poter esaminare assieme al figlio le immagini delle telecamere di videosorveglianza dell'autogrill e a un nuovo accurato esame viene individuata un'automobile i cui occupanti potrebbero aver visto qualcosa. Recatisi immediatamente alla sede dell'Autotrasporto Colajanni, il cui logo compariva sull'auto individuata, ne interrogano il titolare che però non appare convincente iniziando a mostrare segni di insofferenza nel momento in cui la moglie di questo esce dalla porta di casa con un bambino in braccio.
Terminate le faccende di lavoro Federico cerca di risollevare le sorti del suo matrimonio con sua moglie Laura che continua a uscire con Zorzi mettendola in guardia da una persona che non lo convince appieno, specialmente dopo aver scoperto il numero della galleria d'arte sui tabulati telefonici del numero del professor Sangermano. Stefano dal canto suo vorrebbe anch'egli cercare di risolvere i problemi della sua storia con Damien ma recatosi in ospedale per incontrarlo apprende che ha chiesto alcuni giorni di ferie.
Il giorno dopo Federico torna da Zorzi per chiedergli conto delle telefonate ricevute dal professor Sangermano, ma si vede costretto a non poter far nulla quando nella lista delle telefonate ricevute trova anche il numero di casa di suo figlio comprendendo che potrebbero essere state telefonate volte a confermare la presenza all'inaugurazione. Un po' riluttante a doversi arrendere all'evidenza o forse ancora poco convinto del gallerista ma senza prove per poterne dimostrare qualunque implicazione, Federico abbandona temporaneamente le indagini su di lui, accettando la versione della moglie e del figlio circa la sua gelosia.
La mattina seguente Stefano si vede nuovamente con Valentina: i due si chiariscono e alla domanda di lei su quale sia il loro rapporto, lui risponde che sono solamente amici, determinando l'inizio del termine della crisi di Stefano, che fa luce finalmente sul proprio futuro relazionale. Mentre ancora i due si stanno salutando, arrivano i risultati dell'autopsia che rivelano sia che la ragazza era muta dalla nascita (motivo per cui non aveva proferito parola con il ragazzo) sia che non aveva avuto rapporti sessuali da più di 48 ore facendo quindi decadere l'ipotesi che potesse essere una prostituta. In aggiunta arrivano le dichiarazioni spontanee del ragazzo in carcere per l'omicidio che permettono di proseguire le indagini: la ragazza infatti voleva essere accompagnata proprio all'autogrill dove è stata trovata morta e portava con sé un guantino rosso da bambino che il ragazzo dice di aver gettato dal finestrino, poiché la ragazza le aveva chiesto di dimenticarla. In seguito a ricerche sul posto viene rinvenuto il guantino e, al suo interno, un foglietto con una scritta in cirillico che l'agente Monica traduce come "Montagna Nera". Essendo quindi le dichiarazioni del ragazzo perfettamente rispondenti alla verità, si decide di rilasciarlo in quanto non sussistono prove a suo carico.
Stefano corre dal padre a riferire le nuove scoperte ed entrambi si confidano sui dettagli dei due casi con Federico che riferisce al figlio che andando al funerale della madre di Yuri, ha saputo che quest'ultimo sta riuscendo nell'intento di risolvere la terza e ultima equazione.
Nel tentativo di dare una risposta alle parole trovate scritte sul foglietto appartenente alla ragazza uccisa, Stefano si confronta col padre che, cercando di trovarne un senso giunge alla parola "Montenegro" che risulta essere una locanda in periferia di Trieste. Giunti sul posto, scoprono che il locale risulta essere un postribolo gestito da una montenegrina che fa prostituire molte ragazze arrivate clandestine dall'Est Europa. Chiamati i rinforzi, il bordello viene smantellato e le ragazze identificate; una di loro assomiglia particolarmente alla ragazza uccisa. Portata in commissariato assieme alle altre, con grande insofferenza di Stucchi che mal sopporta che anche il figlio del suo ex capo abbia intuizioni migliori di lui, viene interrogata.
È tempo di interrogatori anche per Federico ma dalla parte opposta a quella in cui si era sempre trovato: viene infatti organizzato un confronto incrociato tra lui stesso e Salvatore per cercare di far uscire degli elementi utili alle indagini ma i due amici si fronteggiano verbalmente solo sui vecchi ricordi e sulle vecchie ruggini. Il confronto non porta a nulla ma mette in luce anche davanti al magistrato l'incapacità di Stucchi nel portare a termine un interrogatorio neutralmente tanto che nemmeno si accorge che la confessione riguardante tutti i delitti fornita da Salvatore Girlando è in realtà una farsa.
Non essendovi più nulla da dire, Federico contatta Eva per rivelarle che, diversamente da quanto lei pensa, il suo vero padre non è lui, Federico, ma l'amico Salvatore che tanto aveva amato la madre, Clara.
Durante la notte, però, Salvatore, sentendosi abbandonato anche dal suo migliore amico che dopo il ritrovamento dell'amico, armato, davanti al corpo di una prostituta ha grosse difficoltà a credergli, tenta il suicidio in carcere. Ricoverato d'urgenza in ospedale resta però in coma. Al capezzale dell'amico, non riuscendo a perdonarsi di non essere riuscito a fare nulla per lui, accorre Federico che viene nuovamente provocato da Saverio Stucchi che non tiene minimamente conto della situazione comportandosi da despota invece che da capo della polizia e suscitando la reazione del magistrato che afferma che come il caso gli è stato affidato da lei in persona, così altrettanto facilmente potrebbe essergli tolto.
Rinvigorito nei propositi di aiutare l'amico, Federico riprende le indagini con l'aiuto dei figli e si reca presso il convitto ove viveva lo studente suicidatosi in seguito all'accusa di rapimento e uccisione di Irene Ferrer per verificare i registri degli anni accademici, ancora convinto che Zorzi, il gallerista con cui esce la moglie, abbia qualcosa a che fare con il caso. L'indagine porta a un apparente nulla di fatto in quanto Zorzi non risulta in alcun registro accademico, ma con l'aiuto di una copia della fotografia sulla quale erano riportate le equazioni, mai trovata in originale, emerge il fatto che, in essa, compaiono 12 persone nonostante nel registro fossero solo 11 i nomi riportati.
Al commissariato viene tentato un nuovo interrogatorio di Irina, la prostituta che aveva riconosciuto la foto della ragazza uccisa. Su intuizione di Stefano, che nota nella giacca di Irina un guantino identico a quello nominato dal ragazzo, che nel frattempo è scomparso assieme a una pistola, si giunge alla conclusione che le due ragazze sono sorelle.
Nel mentre Eva cerca di mettersi in contatto con Federico per comunicargli che Yuri ha risolto la terza equazione e che questa si riferisce a una non ben identificata dimensione spazio/temporale ma trovandosi in una zona a scarso campo, per andare a interrogare l'ex custode dello studentato dove viveva Guido Manes circa l'elemento in più nella foto accademica, non riesce a capire le parole di Eva. Non avendo trovato il custode, che a causa dell'età si è trasferito dalla figlia, Federico torna a casa, ma troppo tardi in quanto Eva viene inspiegabilmente rapita.
Tornato a casa, cerca di aiutare il figlio Stefano nella soluzione dell'indagine legata alla ragazza morta e, tramite i tabulati del telepass, si scopre che il musicista scomparso è entrato in autostrada ma non ne è ancora uscito. È facile a questo punto ipotizzare che il ragazzo sia tornato all'autogrill per indagare per proprio conto sulla morte delle ragazza. Fatta convergere la polizia per arrestarlo, essendo armato, le forze dell'ordine si trovano di fronte a una tratta di ragazze dell'Est fatte entrare illegalmente dietro pagamento di somme alte dal titolare della ditta Colajanni, inizialmente sentito solo come persona informata sui fatti. Nella concitazione del momento il figlio del commissario non perde però la lucidità e si ricorda del bambino in braccio alla moglie del trafficante che, dopo la confessione della sorella della ragazza morta, identifica immediatamente come utilizzato come mezzo per tenerla in ostaggio. In una corsa contro il tempo Federico e Monica salvano il bambino e arrestano la donna, colpevole anche dell'omicidio della ragazza che probabilmente aveva voluto sottrarsi al racket.
La mattina successiva, Valentina si presenta in ospedale e chiede a Damien (che però non conosce e quindi ci si rapporta come un qualunque medico) dove sia il reparto maternità, dando a intendere che possa essere incinta.
Nel frattempo Federico, riuscito a contattare l'ex custode dello studentato dove alloggiava Guido Manes riceve una notizia sconvolgente: il ragazzo in più, rispetto agli 11 che vi alloggiavano è il figlio della donna delle pulizie e il suo nome è Giulio Maria Zorzi, il gallerista frequentato dalla moglie, cosa che lo mette subito in allarme in quanto capisce che lei potrebbe essere in pericolo.

### Sesta puntata
Yuri Tibaldi si reca al commissariato per rivelare alla Polizia che ha risolto la terza equazione, fornendone il risultato, il cui significato è però oscuro e riferisce che Eva è scomparsa. Federico vorrebbe andare in casa sua a controllare ma si scontra ancora una volta con il suo ex vice che gli ricorda il suo stato di sospensione, situazione prontamente risolta dal magistrato che, irritata anche dal comportamento del poliziotto, decide di reintegrare il commissario. L'intera squadra si precipita, quindi, a casa Ferrer e vi rinviene tracce di sangue.
Il giorno seguente gli inquirenti fanno il punto della situazione sul caso Ferrer che viene, dati i presupposti, ritenuto collegato alla scomparsa di Eva. Forse per sete di vendetta o forse perché il suo fiuto da poliziotto gli dice che è quella la direzione giusta da seguire, Federico dà il nome di Giulio Maria Zorzi come possibile sospettato adducendo però tutta una serie di indizi insufficienti per un qualsiasi mandato. Il magistrato decide però, avendo imparato a conoscere il commissario e il suo modo di indagare, di concedere la messa sotto sorveglianza del gallerista. Federico quindi si reca dalla moglie per metterla in guardia ma viene respinto da Laura che crede che l'indagine sia soltanto un modo per allontanarla da Zorzi.
Nel frattempo all'ospedale, proprio nella stanza dove è ricoverato Salvatore, muore di apparente morte naturale una paziente che aveva subito un lieve intervento e avrebbe dovuto essere dimessa a breve. Questa morte così strana, insospettisce il primario del nosocomio che si rivolge così a Federico al fine di avviare un'indagine interna su altre tre morti sospette avvenute nell'anno avendo constatato che tutte le pazienti decedute erano malate terminali eccetto, come detto, l'ultima che aveva però subito uno scambio di cartella clinica con una paziente terminale rendendolo a tutti gli effetti il quarto caso di morte in circostanze non chiare. La squadra viene quindi divisa: gli agenti Mazzola e Dori vengono mandati a sorvegliare Zorzi presso la cui galleria, con una scusa, installeranno delle cimici mentre Stefano e Stucchi vengono mandati camuffati da ispettori del ministero nel reparto dell'ospedale dove si sono verificate le morti sospette, per indagare su di esse.
Nonostante la richiesta di assoluto riserbo, i telegiornali forniscono la notizia del rapimento di Eva Ferrer cosa che stravolge i piani e Federico decide, un po' incautamente, di agire a carte scoperte affrontando direttamente Zorzi il quale, a sorpresa, dice a Laura di non poter più vivere a Trieste e le chiede di scappare con lui. Lei, indecisa tra i problemi di relazione col marito e un'altra vita con un uomo che non conosce ancora bene, gli chiede del tempo.
Nel mentre, Federico si presenta a casa di Maria Gradoli, la domestica di casa Ferrer ancora dai tempi del primo rapimento, per avere qualche informazione in più sulla sua vita. La donna è molto prolifica di informazioni ma dopo le domande di Federico circa una foto che la ritrae con un bambino, diventa silenziosa e quasi stizzita per la domanda.
La stessa notte, mentre Stefano, aiutato da Damien si trova al CED dell'ospedale per scaricare da un computer tutti i dati riguardanti il personale medico e paramedico del reparto, si verifica un altro decesso misterioso evento che obbliga la polizia a uscire allo scoperto e a interrogare tutto il personale. L'indomani mattina, Salvatore finalmente esce dal coma e, pur distrutto nell'apprendere che quella che ha da poco scoperto essere sua figlia è stata rapita, esattamente come la sorella 15 anni prima, ha la forza di rivelare a Laura, dietro richiesta del figlio, che il marito non l'ha mai tradita e che Clara, la madre di Irene e di Eva Ferrer, ha avuto una storia d'amore solamente con lui. La donna però, non è pronta ad accettare una verità che scagiona completamente il marito.
In commissariato intanto si sta procedendo all'interrogatorio di un'infermiera che appare subito non molto incline a collaborare e che viene descritta dai colleghi come scorbutica con i pazienti. La donna ha inoltre alle spalle un divorzio e una pesante depressione, elementi tutti che la contraddistinguono come la maggiore sospettata per le morti dell'ospedale. La sua situazione si complica ulteriormente nel momento in cui viene ritrovato, nella stanza di una delle vittime, un lettore MP3 che l'infermiera reclama come suo. Da questo momento l'infermiera nonostante precedentemente si fosse proclamata innocente, deciderà di firmare una piena confessione per tutte le morti sospette dell'ospedale rendendo soddisfatto il magistrato ma mettendo in allarme Federico che nutre seri dubbi su una confessione così repentina.
I sospetti di Federico prendono corpo nel momento in cui mentre l'infermiera viene condotta in carcere vi è un interlocutorio scambio di sguardi tra quest'ultima e un medico del reparto, il dott. Tesi. Decide quindi di tenderle una trappola inventando una finta donna assunta nel reparto, interessata al dottore medesimo, per testare la reazione dell'infermiera che, come previsto, crolla confessando il suo amore per lui. Federico si reca quindi, per arrestarlo, a casa del dott. Tesi che confessa i delitti motivandoli con l'aver voluto evitare ai cari dei malati terminali di dover soffrire fino all'ultimo giorno con loro, esattamente come lui aveva fatto con la sorella, concertista affermata, morta 10 anni prima per un male inguaribile.
Il pomeriggio stesso Federico viene cercato da Salvatore a cui è venuto in mente un particolare rilevante per le indagini sui due casi Ferrer: la giacca sporca del sangue di Irene Ferrer era stata trovata nella stanza di Guido Manes ma nella foto era indossata da Giulio Maria Zorzi, segno inequivocabile che il rapimento era collegabile a lui. Come se non bastasse Federico riceve una telefonata allarmata dalla moglie Laura che recatasi alla galleria per salutare definitivamente il gallerista in partenza, vi ha trovato numerose foto ritraenti lei e il marito (di cui alcune parzialmente distrutte) e soprattutto la patente di Eva Ferrer. Non fa però a tempo a chiudere la telefonata che Zorzi, che aveva origliato la conversazione, la prende sotto sequestro minacciandola con una pistola.
Tutte le auto della polizia convergono all'indirizzo della galleria d'arte ma durante il percorso un furgone sbarra la strada all'auto di Federico che, leggendone la targa ha improvvisamente un'illuminazione sul significato del risultato della terza equazione. Un rapido controllo permette di stabilire che l'auto collegata alla targa corrisponde a quella in possesso di Maria Gradoli, la governante di casa Ferrer. Mentre Federico, quindi, si reca alla galleria Zorzi per salvare la moglie, Stefano si reca a casa della Gradoli intuendo che quello potrebbe essere il posto dove Eva Ferrer viene tenuta prigioniera. L'intuito sarà decisivo poiché riuscirà a sventare per un soffio i piani omicidi della governante che voleva uccidere la ragazza analogamente a quanto aveva fatto 15 anni prima con la sorella.
Poco dopo, anche Giulio Maria Zorzi viene arrestato e Laura liberata, ma nella colluttazione parte un colpo di pistola dall'arma del gallerista e Federico rimane ferito a un braccio.
Arrivati in caserma i due, che si scoprono madre e figlio, vengono interrogati e il quadro di 15 anni di segreti viene finalmente svelato.
Maria Gradoli, governante della famiglia Ferrer e suo figlio, Giulio Maria Zorzi, erano stati vittime di continui maltrattamenti da parte del padre delle ragazze. La prima, che si scoprirà malata di depressioni cicliche, in seguito, ha ucciso Irene per vendicarsi di ciò seppellendola in seguito sul monte Carso con la complicità del figlio. Proprio quest'ultimo aveva ucciso lo studente Guido Manes poiché li aveva visti. Il ritrovamento delle equazioni da parte del professor Sangermano poi, dopo 15 anni, ha aperto la strada per tutta una serie di altri omicidi, tra cui il professore stesso, poiché poteva giungere alla soluzione delle equazioni, la madre di Yuri Tibaldi, colpevole solo di essersi trovata nel posto sbagliato al momento sbagliato e la prostituta Katia Mocano, in quanto ormai non più utile ma scomoda testimone in caso gli inquirenti fossero risaliti a lei.
In un commovente finale, dopo la conferenza stampa relativa ai sequestri Ferrer, si assiste alla riappacificazione di Federico e Saverio che trova il coraggio di confessare al proprio "capo" l'ammirazione che ha sempre provato per lui, provando a essergli simile ma non riuscendoci, guadagnandosi la stima di Federico che gli tende la mano in segno di pace chiamandolo per la prima volta "amico", segno del percorso di crescita umana attraversato dal collega.
La gioia più grande, però, per Federico è veder tornare a casa la moglie Laura che conscia dei suoi errori decide di tornare a vivere dal marito.
La serie si conclude con i protagonisti nuovamente radunati sulla barca di Salvatore con in aggiunta Valentina, il marito e il loro bambino, di cui Federico è padrino come in una grande famiglia allargata, che nonostante le crisi e i problemi, ha pienamente superato il passato.

## Nomination e premi
Nel 2009 Io e mio figlio: nuove storie per il commissario Vivaldi è in nomination nella categoria "Concorso Internazionale-Lunga serie" al Roma Fiction Fest.
Io e mio figlio: nuove storie per il commissario Vivaldi è in nomination nella categoria "Detective Television series" al XII International festival of Detective Film (Mosca, 19-24 aprile 2010)
Al 50º Montecarlo Film Festival (6-10 giugno 2010) Giorgio Schöttler (ARTIS Edizioni Digitali) e Paola Masini (Rai Fiction), con Io e mio figlio: nuove storie per il Commissario Vivaldi, sono in nomination nelle categorie "Miglior produttore europeo" e "Miglior produttore Internazionale".

## Ascolti
| n° | Prima TV Italia | Telespettatori | Share  |
| -- | --------------- | -------------- | ------ |
| 1  | 10 gennaio 2010 | 5 118 000      | 19,95% |
| 2  | 12 gennaio 2010 | 5 016 000      | 18,74% |
| 3  | 19 gennaio 2010 | 5 050 000      | 19,18% |
| 4  | 26 gennaio 2010 | 4 929 000      | 17,96% |
| 5  | 2 febbraio 2010 | 5 033 000      | 18,63% |
| 6  | 9 febbraio 2010 | 5 344 000      | 19,99% |

## Collocazione
La serie TV si svolge nella città di Trieste, tra i luoghi che ricorrono più spesso troviamo piazza Unità d'Italia, dove ha sede l'agenzia viaggi di Laura, l'ex moglie del commissario Vivaldi, e il molo Audace che in qualità di "pensatoio" sia per il commissario sia per il figlio Stefano, diventa per loro un luogo di riflessione e di reciproco confronto. Alcuni interni come la casa di Federico Vivaldi e il commissariato di Polizia sono stati girati a Roma.